# Romano di Subiaco
Romano (Subiaco, fine V secolo – Auxerre, 22 maggio 550 circa) è stato un religioso italiano, venerato come santo dalla chiesa cattolica e da quella ortodossa e commemorato il 22 maggio.

## Biografia
Egli è ricordato per aver assistito il giovane Benedetto da Norcia, quando quest'ultimo aveva appena iniziato la sua vita da eremita. Romano procurò a Benedetto l'abbigliamento religioso, il cibo e l'alloggio (una grotta sopra il fiume Aniene dove Benedetto visse per tre anni). 
Probabilmente Romano fuggì dall'Italia nel corso della guerra greco-gotica. 

## Culto
La tradizione vuole che abbia trovato riparo in Francia e avrebbe quindi fondato un piccolo monastero a Dryes-Fontrouge presso Auxerre, dove sarebbe morto: per questo motivo in passato è stato associato a san Romano di Font-Rouge (che si commemora lo stesso giorno, il 22 maggio) e poi a san Romano di Auxerre, vescovo commemorato il 6 ottobre. 

Il Martirologio Romano del Baronio riportava l'elogio del beato Romano alla data del 22 maggio: 
(In una villa d'Auxerre il beato Romano Abate, il quale servì a San Benedetto, quando stava nella spelonca: e di là andatosene in Francia e fondatovi un monastero, avendo lasciato molti allievi della sua santità, si riposò in pace.)
La riforma del calendario dei santi ha cancellato la venerazione universale di questo santo, che rimane nel Martirologio benedettino.